# 新甘尼夫卡 (上德尼普羅夫斯克區)
48°34′48″N 33°55′19″E / 48.58000°N 33.92194°E
新漢尼夫卡（烏克蘭語：Новоганнівка），是烏克蘭中部的村莊，隸屬第聶伯羅彼得羅夫斯克州的卡姆揚斯凱區。該村距離莫特羅尼夫卡、索科洛韋和賴杜日內1公里，海拔高度179米，2001年人口14。